# Cézens
Cézens ist eine französische Gemeinde mit 217 Einwohnern (Stand: 1. Januar 2022) im Département Cantal in der Region Auvergne-Rhône-Alpes. Sie gehört zum Arrondissement Saint-Flour und zum Kanton Saint-Flour-2. 

## Geographie
Cézens liegt südlich der Bergkette Monts du Cantal, etwa 32 Kilometer ostnordöstlich von Aurillac. Im Osten von Cézans verläuft der Fluss Épie. Die Nachbargemeinden von Cézens sind Paulhac im Norden, Cussac im Osten, Neuvéglise-sur-Truyère im Osten und Südosten, Gourdièges im Südosten und Süden, Pierrefort im Süden sowie Brezons im Westen.

## Bevölkerungsentwicklung
| Jahr                       | 1962 | 1968 | 1975 | 1982 | 1990 | 1999 | 2006 | 2019 |
| Einwohner                  | 529  | 492  | 409  | 374  | 332  | 261  | 260  | 215  |
| Quellen: Cassini und INSEE |      |      |      |      |      |      |      |      |

## Sehenswürdigkeiten
- Kirche Saint-Germain aus dem 15. Jahrhundert, seit 1930 Monument historique